# Soleares
Soleares eller 'Soleá' är tre- eller fyraradig andalusiska strofer och brukar anses vara ursprunget till flamencon. Vid fyraradiga verser med assonans mellan andra och fjärde raden och vid treradiga, som är absolut vanligast, med assonans vid första och sista raden. Namnet härstammar från spanskans soledad vilket betyder ensamhet.
Han har klappat på min port.
Jag har inte vågat öppna.
Evig är min sorg och stor.
Texterna är inte sällan ironiska och filosofiska och avhandlar ofta romantiska tragedier övergivenhet och död. Som sånger framförs de i lugnt tempo med en melodi som går i moll.
Federico García Lorca skrev en del verser i denna form.